# Banco Zogbi
Banco Zogbi foi um banco brasileiro com sede na cidade de São Paulo de propriedade da família Zogbi seu ultimo presidente foi Antônio Elias Zogbi Neto. Nasceu como uma financeira para financiar as vendas das lojas da familia Lojas Zogbi, mas acabou se tornando uma instituição rentável e grande no segmento de crédito direto ao consumidor. Atuavam há mais de 40 anos na atividade de financiamento, mantendo forte presença também nas áreas de pessoal, cartão e veículos. Em novembro de 2003 foi vendido juntamente com as empresas Promovel Empreendimentos e Serviços Ltda, Zogbi Leasing S.A. Arrendamento Mercantil e Zogbi Distribuidora de Títulos e Valores Mobiliários Ltda para o banco Bradesco por R$ 650 Milhões e em setembro de 2004 a marca Zogbi foi extinta.